# آرثر د. جيلمان
آرثر د. جيلمان (بالإنجليزية: Arthur Delavan Gilman)‏ هو مهندس معماري أمريكي، ولد في 5 نوفمبر 1821 في نيوبوريبورت في الولايات المتحدة، وتوفي في 11 يوليو 1882 في سيراكيوز في الولايات المتحدة.